# Ricardo Trêpa
Ricardo Oliveira de Sousa Trepa (* 28. Oktober 1972 in Porto) ist ein portugiesischer Schauspieler.

## Leben
Der Enkel des Regisseurs Manoel de Oliveira (1908–2015) erwarb einige Kenntnisse über das Kino in Nicolau Breyners Produktionsfirma NBP, unter Anleitung des Regisseurs José Fonseca e Costa. Neben gelegentlichen Rollen in Fernsehserien oder Filmen anderer Regisseure ist Trêpa vor allem Schauspieler in Werken seines Großvaters. Neben den renommierten Darstellern in den Filmen Oliveiras blieb er dabei aus Sicht der Kritik bislang farblos.

## Filmografie
- 1990: Non oder Der vergängliche Ruhm der Herrschaft (Non', ou A Vã Glória de Mandar); R: Manoel de Oliveira
- 1991: Die göttliche Komödie (A Comédia Divina); R: Manoel de Oliveira
- 1993: Am Ufer des Flusses (Vale Abraão); R: Manoel de Oliveira
- 1994: Die Büchse de Bettlers (A Caixa); R: Manoel de Oliveira
- 1996: Party; R: Manoel de Oliveira
- 1998: Unruhe (Inquietude); R: Manoel de Oliveira
- 1998: Tráfico; R: João Botelho
- 1998: Os Lobos (TV-Serie)
- 1999: Der Brief (La lettre); R: Manoel de Oliveira
- 1999–2000: A Lenda da Garça (TV-Serie)
- 2000: Palavra e Utopia; R Manoel de Oliveira
- 2001: Ich geh’ nach Hause (Je rentre à la maison); R: Manoel de Oliveira
- 2001: Das Porto meiner Kindheit (Porto da Minha Infância); R: Manoel de Oliveira
- 2002: O Princípio da Incerteza; R: Manoel de Oliveira
- 2003: Olá Pai (TV-Serie)
- 2003: Saber Amar (TV-Serie)
- 2003: Um Filme Falado – Reise nach Bombay; R: Manoel de Oliveira
- 2004: O Quinto Império – Ontem Como Hoje; R: Manoel de Oliveira
- 2005: Espelho Mágico; R: Manoel de Oliveira
- 2005: Do Visível ao Invisível (Kurzfilm); R: Manoel de Oliveira
- 2006: Belle toujours; R: Manoel de Oliveira
- 2007: Christoph Kolumbus – Das Rätsel (Cristóvão Colombo - O Enigma); R: Manoel de Oliveira
- 2007: Morgana (TV); R: Luís Rua
- 2007: Ilha dos Amores (TV-Serie)
- 2009: Eigenheiten einer jungen Blondine (Singularidades de uma Rapariga Loura); R: Manoel de Oliveira
- 2009: A Woman's Story (TV-Serie)
- 2010: Ele e Ela (TV-Serie)
- 2010: O Estranho Caso de Angélica; R: Manoel de Oliveira
- 2010: Painéis de São Vicente de Fora – Visão Poética  (Kurzfilm); R: Manoel de Oliveira
- 2011: Mundo Invisível (Episode "Do Visível ao Invisível") Gemeinschaftsarbeit
- 2012: O Gebo e a Sombra; R: Manoel de Oliveira
- 2012: Centro Histórico (Segment O Conquistador Conquistado) Gemeinschaftsarbeit
- 2014: Famel Top Secret; R: Jorge Monte Real
- 2014: O Velho do Restelo (Kurzfilm); R: Manoel de Oliveira
- 2015 Coração d'Ouro (Telenovela, 1 Folge)
- 2016–2017: A Única Mulher (Telenovela, 178 Folgen)
- 2017: Vidago Palace (TV-Serie, 1 Folge)
- 2017: Sim, Chef! (Fernsehserie, 3 Folgen)
- 2017: Madre Paula (TV-Serie, 1 Folge)
- 2017: Inspector Max (TV-Serie, 1 Folge)
- 2017: Não Esquecerás (Kurzfilm); R: João Mário Grilo
- 2017–2018: A Herdeira (Telenovela, 98 Folgen)
- 2019: Valor da Vida (TV-Serie, 10 Folgen)
- 2019: Alguém Perdeu (Telenovela, 135 Folgen)
- 2020: Conta-me Como Foi (Fernsehserie, 1 Folge)
- 2021–2023: Festa é Festa (Telenovela, 55 Folgen)
- 2022: Lulu; R: Ana Campina